# Mappinova moa
Mappinova moa (lat. Pachyornis mappini) je izumrla vrsta ptice neletačice iz porodice moa. Bila je endem Sjevernog otoka na Novom Zelandu.
Kao i sve neletačice, bila je pripadnica reda nojevki. Imala je prsnu kost bez rtenjače. Također je imala i karakteristično nepce. Podrijetlo ove ptice postaje sve jasnije, pa mnogi shvaćaju da su njezini preci mogli letjeti i odletjeli su u južne krajeve, gdje su se udomaćili. 